# Інклюзивний додаток
Інклюзи́вний дода́ток, також інклюзи́вний ра́йдер (англ. inclusion rider), — доповнення до контракту кіновиробника, що вимагає дотримання людського розмаїття серед виробничого персоналу на знімальному майданчику й серед персонажів у самому фільмі. Поміж людей, що включили інклюзивний додаток до свого контракту, є Бен Аффлек, Метт Деймон, Брі Ларсон, Майкл Б. Джордан, Пол Фіґ, а поміж компаній — William Morris Endeavor, Feigco Entertainment Productions, Outlier Society Productions і WarnerMedia.

## Історія
Задум інклюзивного додатка належить професорці школи комунікації та журналістики США Стейсі Сміт, що працювала у дослідницькому центрі «Анненберґська інклюзивна ініціатива» (англ. Annenberg Inclusion Initiative). Вперше вона розповіла про ідею створення «справедливого додатку» у статті часопису «Голлівуд-репортер» (2014), а згодом прочитала коротку лекцію для авдиторії на конференції TED (2016). У березні 2018 року Стейсі Сміт, разом з кіновиробницею Фаншен Кокс і юристкою Кальпаною Котаґан, розробила шаблон інклюзивного додатка.
Широкого розголосу термін набув після 90-ї церемонії вручення премії «Оскар», коли акторка Френсіс Мак-Дорманд, яка дізналася про інклюзивний додаток за тиждень до церемонії, згадала його у своїй промові. Того дня «інклюзія» стала найперегляданішою лексемою у вебсловнику «Мерріам-Вебстер».
Наразі інклюзивний додаток не послуговується попитом серед кіновиробників. Зокрема у березні 2018 року виконавчий директор корпорації «Нетфлікс» Рід Гастінґс відмовився залучити інклюзивний додаток у проєкти «Нетфлікса».